# A Natural Disaster
A Natural Disaster è il settimo album in studio del gruppo alternative rock inglese Anathema nel 2003. Il disco è stato pubblicato il 3 novembre 2003 nel Regno Unito e il 24 febbraio 2004 negli Stati Uniti. È considerato l'album che segna la loro maturità artistica nell'alternative rock.

## Tracce
1. Harmonium – 5:28
2. Balance – 3:58
3. Closer – 6:20
4. Are You There? – 4:59
5. Childhood Dream – 2:10
6. Pulled Under at 2000 Metres a Second – 5:23
7. A Natural Disaster – 6:27
8. Flying – 5:57
9. Electricity – 3:51
10. Violence – 10:45

## Formazione
- Vincent Cavanagh - voce, chitarra
- Daniel Cavanagh - chitarra, voce, tastiera
- Jamie Cavanagh - basso
- Les Smith - tastiera
- John Douglas - batteria